# Wim Anderiesen Jr.
Gerardus Willem Anderiesen Jr., detto Wim (Amsterdam, 2 settembre 1931 – Heerhugowaard, 27 gennaio 2017), è stato un calciatore olandese, di ruolo difensore.
Era figlio di Wim Anderiesen, anch'egli calciatore negli anni '20 e '30.